# 日本原 (津山市)
日本原（にほんばら）は岡山県津山市にある地名。郵便番号は708-1204。

## 地理
旧・勝北町の東端に位置する。西は市場、新野東、北は市場、南は新野東、東は奈義町上町川に接する。勝北地域中心部に比べて標高が高く、塩出池にも近いので農水用のため池が数多く存在している。東側の国道より北側は自衛隊の日本原演習場となっており、国道より南側も日本原演習場と接している部分が多い。ただし演習場の大半は奈義町にある。

## 歴史

### 沿革
- 1958年 - 勝北町市場の南端部と新野東字日本から日本原が誕生。
- 2005年2月28日 - 勝北町が周辺町村とともに津山市へ編入される。

## 世帯数と人口
2021年（令和3年）1月1日現在の世帯数と人口は以下の通りである。
| 町丁   | 世帯数  | 人口  |
| ------ | ------- | ----- |
| 日本原 | 165世帯 | 352人 |

## 小・中学校の学区
市立小・中学校に通う場合、学区は以下の通りとなる。
| 番地             | 小学校             | 中学校             |
| ---------------- | ------------------ | ------------------ |
| 旧市場分を除く   | 津山市立新野小学校 | 津山市立勝北中学校 |
| 旧新野東分を除く | 津山市立広戸小学校 | 津山市立勝北中学校 |

## 交通

### バス
- 中鉄北部バス（行方・小坂線）
  - 日本原 - 日本原東

### 道路
- 国道53号
- 岡山県道67号勝央勝北線
- 岡山県道450号三浦勝北線

## 施設
- 近畿中国森林管理局岡山森林管理署津山森林事務所
- 中国銀行日本原支店
- 住友生命保険相互会社岡山支社日本原支部
- 勝北郵便局
- 日本原病院
- 陸上自衛隊日本原演習場の一部